# Николаев, Даниил Александрович
Даниил Александрович Николаев (14 октября 1991 года; Москва) — российский футболист, нападающий.

## Карьера
Окончил Академию ФК «Москвы», после чего не стал оставаться в молодежной команде клуба и отправился в Национальную дивизию Молдавии, где провел два с половиной сезона за команду «Академия УТМ». За это время принял участие в 46 матчах молдавского чемпионата, в которых записал на свой счет 18 голов
Затем нападающий выступал в Казахстане, где защищал цвета усть-каменогорского «Востока». Затем вновь вернулся в Молдавию, где ещё полтора сезона выходил на поле в составе «Зимбру».
В 2013 возвратился в Россию. Сезон 2013/14 провёл в клубе второго дивизиона зоны «Запад» ФК «Долгопрудный». Летом 2014 года форвард перешёл в ФК «Химки», в котором за сезон сыграл лишь три матча, после чего завершил карьеру.
Окончил МГАФК. По состоянию на 2018 год работает тренером по футболу в московской школе № 1206. Участвует в любительских соревнованиях по футболу.

## Достижения
- Бронзовый призёр Чемпионата Молдавии: 2012